# Groitzsch
Groitzsch (pronunciación en alemán: /ɡʁɔɪ̯t͡ʃ/ⓘ) es un municipio situado en el distrito de Leipzig, en el estado federado de Sajonia (Alemania), a una altitud de 150 metros. Su población a finales de 2016 era de unos 7500 habitantes y su densidad poblacional, 110 hab/km².